# Dom Hemingway
Dom Hemingway – brytyjska komedia kryminalna z 2013 roku w reżyserii Richarda Sheparda. Wyprodukowana przez wytwórnię Lionsgate.
Premiera filmu miała miejsce 8 września 2013 podczas 38. Międzynarodowego Festiwalu Filmowego w Toronto. Dwa miesiące później film odbył się 15 listopada 2013 w Wielkiej Brytanii.

## Fabuła
Akcja filmu rozgrywa się w Londynie w Wielkiej Brytanii. Z więzienia wychodzi znany w lokalnym półświatku Dom Hemingway (Jude Law). Zamiesza wykorzystać pierwsze dni wolności, wyrównując dawne rachunki z kolegami po fachu. Impulsywny kasiarz łatwo ulega pokusie i szykuje się do obrabowania nowego sejfu.

## Produkcja
Zdjęcia do filmu kręcono w Saint-Tropez we Francji oraz w Chatham, Iver Heath i Londynie w Anglii w Wielkiej Brytanii.

## Obsada
Źródło: Filmweb
- Jude Law jako Dom Hemingway
- Richard E. Grant jako Dickie
- Demián Bichir jako pan Fontaine
- Emilia Clarke jako Evelyn
- Jumayn Hunter jako Lestor
- Mădălina Diana Ghenea jako Paolina
- Kerry Condon jako Melody
- Nathan Stewart-Jarrett jako Hugh